# Ouija (album)
Ouija šesti je studijski album riječke pop skupine E.N.I. i glazbenika Vave, kojeg 2012. godine objavljuje diskografska kuća Dallas Records. 
Na albumu se nalazi pet pjesama koje su nastale kao rezultat duge i uspješne suradnje riječke grupe E.N.I. i gitarista Vave, jednog od glavnih glazbenih suradnika na njihovim albumima.

## Popis pjesama
1. "Otključana vrata"
2. "Još jedno more"
3. "Tokyo Boy"
4. "S ulica Njujorka"
5. "Samo pola mene"